# Istoria marilor descoperiri
Istoria marilor descoperiri (titlu original Découverte de la terre : Histoire générale des grands voyages et des grands voyageurs) este o serie de patru volume publicate de scriitorul francez Jules Verne între anii 1870-1880.
Cartea a fost scrisă la îndemnul lui Hetzel și nu constituia o nouă provocare pentru Jules Verne după ce, cu câțiva ani în urmă, continuase Geografia ilustrată a Franței începută de Theophile Lavalée. Elaborarea celor trei părți ale lucrării (prima împărțită în două volume), îi va lua autorului francez opt ani de zile. Rezultatul final o va face pe nepoata lui, M. Allote de la Fuye, să constate:
„Cui pași de Guliver, Jules Verne pornește pe urmele exploratorilor moderni care isprăvesc de etichetat planeta Pământ. Se pare că această muncă satisface și necesitatea de a clasifica a autorului și nesățioasa sa foame de necunoscut.”

## Conținut
- Descoperirea Pământului - Partea întâi (Volume 1) (1870)
- Descoperirea Pământului - Partea a doua (Volume 2) (1878)
- Marii navigatori ai secolului al XVIII-lea (Volume 3 - Les grands navigateurs du XVIIIe siècle) (1879)
- Călătorii secolului al XIX-lea (Volume 4 - Les voyageurs du XIXe siècle) (1880)

## Descoperirea Pământului
Această carte a fost împărțită în două volume care au apărut în 1870 și 1878. Primele călătorii despre care se relatează sunt cele făcute înaintea erei noastre de Hannon, Herodot și Pytheas, despre care au rămas relatări folosite multe veacuri în continuare.
Era noastră începe cu călătoriile lui Pausanias și ale chinezului Fa Sian. Urmează incursiunile europenilor în Imperiul Mongol din perioada secolelor XII-XIV, care culminează cu celebrul voiaj al lui Marco Polo. Lumile islamice sunt prezentate prin ochii negustorul arab Ibn Battuta, iar Cristofor Columb descoperă Lumea Nouă, deschizând un nou orizont pentru marile puteri europene. Noul continent, botezat America, este străbătut de conchistadorii spanioli, în timp ce portughezii reușesc să ocolească Capul Bunei Speranțe, deschizând drumul spre Indiile de Est.
Urmează la rând prima călătorie în jurul lumii, realizată sub comanda lui Magellan, precum și încercarea de a găsi o cale de trecere între Oceanul Atlantic și Oceanul Pacific. Finalul celor două volume prezintă activitatea piraților, a misionarilor, a negustorilor și a turiștilor.

### Partea întâi

#### Capitole
| - Capitolul I - Călători celebri înainte de era noastră - Capitolul II - Călători celebri din secolul I până în secolul al IX-lea - Capitolul III - Călători celebri din secolul al X-lea până în secolul al XIII-lea - Capitolul IV - Marco Polo (1254-1324) | - Capitolul V - Ibn Battuta (1304-1377) - Capitolul VI - Jean de Bethencourt (1339-1425) - Capitolul VII - Cristofor Columb (1436-1506) - Capitolul VIII - Descoperirea Indiei și a Țării mirodeniilor |

### Partea a doua

#### Capitole
| - Capitolul I - Conchistadorii Americii Centrale - Capitolul II - Prima călătorie în jurul lumii - Capitolul III - Expedițiile polare. Căutarea trecerii de nord-vest și de nord-est | - Capitolul IV - Expediții piraterești și atacuri navale - Capitolul V - Misionari și coloniști. Negustori și turiști - Capitolul VI |

## Marii navigatori ai secolului al XVIII-lea
Acest volum îl aduce în prim plan pe celebrul navigator James Cook și cele trei expediții ale sale din Pacific, în care descoperă o serie de insule ale Oceaniei și atinge zonele arctice de nord și de sud ale acestui ocean. Jules Verne rezervă o parte importantă a acestui volum exploratorilor francezi și contribuției pe care aceștia au adus-o la cunoașterea globului.
Ultimele capitole ale cărții se concentrează pe expedițiile întreprinse în interiorul Africii, Asiei și celor două Americi, menite să îndepărteze cât mai multe dintre petele albe de pe aceste continente.

### Capitole
| - Capitolul I - Capitolul II - Precursorii căpitanului Cook - Capitolul III - Prima călătorie a căpitanului Cook - Capitolul IV - A doua călătorie a căpitanului Cook - Capitolul V - A treia călătorie a căpitanului Cook | - Capitolul I - Navigatorii francezi - Capitolul II - Exploratori în Africa - Capitolul III - Exploratori în Asia - Capitolul IV - Cele două Americi |

## Călătorii secolului al XIX-lea
Ultimul volum al acestei ample lucrări începe prin prezentarea ultimelor descoperiri din aceleași continente a căror explorare a făcut subiectul finalului volumului precedent: Africa, Asia și Americile. În continuare sunt relatate călătoriile exploratorilor ruși, englezi și francezi care au făcut încojurul lumii, celor din urmă fiindu-le rezervat, firește, un spațiu mai amplu.
Cartea se încheie cu expedițiile polare și încercările diferiților exploratori de a atinge Polul Nord și Polul Sud, toate eșuate.

### Capitole
| - Capitolul I - Zorile unui veac al descoperirilor - Capitolul II - Explorarea și colonizarea Africii | - Capitolul I - Navigatori ruși și englezi care au făcut ocolul lumii - Capitolul II - Navigatori francezi în jurul lumii - Capitolul III - Expedițiile polare |

## Traduceri în limba română
- 1963 - Istoria marilor descoperiri, ed. Științifică, traducere G. Nicolae, 990 pag.
- 1994 - Istoria marilor descoperiri, ed. Ion Creangă, 176 pag., ISBN 973-25-0474-2